# Hossein Shahabi
Hossein Shahab (28 tháng 11 năm 1967 – 22 tháng 1 năm 2023) là một nhà sản xuất, biên kịch và đạo diễn của hiện thực của Iran.

## Các phim đã đóng
- Mua Bán / حراج 2014
- The Day Bright / روز روشن 	2013
- Đối với Sake của Mahdi / بخاطر مهدي 2012